# (34936) 6861 P-L
6861 P-L (asteroide 34936) é um asteroide da cintura principal. Possui uma excentricidade de 0.04827700 e uma inclinação de 3.91985º.
Este asteroide foi descoberto no dia 24 de setembro de 1960 por Cornelis Johannes van Houten e Ingrid van Houten-Groeneveld e Tom Gehrels em Palomar.